# 地理学
地理学（ちりがく、英: geography、仏: géographie、伊: geografia、独: Geographie (-fie) または Erdkunde）は、地球表面の自然・人文事象の状態と、それらの相互関係を研究する学問。地域や空間、場所、自然環境という物理的存在を対象の中に含むことから、人文科学、社会科学、自然科学のいずれの性格も有する。広範な領域を網羅する。また「地理学と哲学は諸科学の母」と称される。
元来は農耕や戦争、統治のため、各地の情報を調査しまとめるための研究領域として成立した。

## 名称

### 「地理」の語源と語義
地理学の「地理」は、古代中国で記された『易経』の「周易」本文に対する孔子の注釈、「十翼」中の一篇「繋辭上傳」に由来する。ただし、易経における「地理」について、辻田右左男は「ただちに今日的意味で理解するのはやや早計」としており、海野一隆は後世における使用例から、客観的な地誌的記述と卜占的な風水的記述をあわせ持った曖昧な概念であると指摘する。実際に、当時の「地理」の語義は「周易」に施された無数の注釈において様々に論じられており、漢字文化圏において geographyが「風土記」ではなく「地理学」と訳された要因もこうした注釈書に求められる。
辻田によれば、現代の「地理学」の語源である「地理」概念を分析するのであれば、その学史的な淵源に遡る必要があり、その淵源は少なくとも合理的な朱子学的教養を備えた江戸時代の儒学者に求められるという。これを受け、益田理広は、朱子学における「地理」の語義の把握に努めた。益田によると、『易経』の注釈において定義されなかった唐以前、「地理」は漠然と地形や植生を表す語に過ぎなかった。しかし唐代に入ると、「地理」は①地形や植生間の規則的な構造（孔穎達による）、②知覚可能な物質現象たる「気」の下降運動（李鼎祚による）とする二説により明確に定義される。続く宋代には「地理」の語義も複雑に洗練され、「地理」を①位置や現象の構造とする説、②認識上の区分に還元する説、③形而上の原理の現象への表出とする説、④有限の絶対空間とする説などが相次いで生まれた。また、唐代においては風水思想を扱うものも「地理書」の呼称を得ており、宋代には地誌に当たらない「地理書」の存在も一般化している。このように、唐以降の中国では「地理」概念を巡って多様な議論が展開された。

### 「地理学」の定義
「地理」概念と同様に、「地理学」に対する解釈も多様である。地理学は時代によって、概念や扱う領域が大きく変わってきたことで、現在でも一定の定義を与えることは困難である。実際、地理学は「人類の生態学」、「分布の科学」、「土地と人間の関係学」であると主張する者もいる。オックスフォード地理学辞典によれば、地理学が辿った紆余曲折を統括できる定義を見出すのは無謀とするものの、ラルフ・リントンが唱えた「地理学は『景観の研究』である」という見解が地理学者の関心を最も統合できると述べている。他方で地理学辞典では、多くの地理学者は「地球表面を、その地域的差異という観点から研究するのが地理学」という思想に一致するという。また、最新地理学用語辞典では地理学を「地表の自然・人文にわたる諸現象を、環境・地域・空間などの概念に基づいて解明しようとする学問」とする。
このような地表の諸現象を究明しようとする系統地理学の方向性に対して、「自然・人文にわたる諸現象の相互関係を総合的に研究して、地域的性格を究明する地誌学が真の地理学である」と主張する者もいる。同様に、20世紀以降のフランス地理学派やバークレー学派も地理学を「地域の研究である」とみなし、常に人間と物理的環境との相互作用に重点を置いていた。この系統地理学と地誌学の定義を統合して、例えば広辞苑では地理学を「地球の表面と住民の状態ならびにその相互作用を研究する学問」としている。

## 歴史

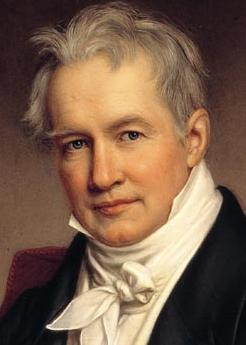
「近代地理学の父」フンボルト

地理学誕生の地は、古代ギリシアである。学問としては、博物学の部門に属した。その源流は、各地の様子を記載する地誌学的なものと、気候や海洋について研究する地球科学的なものとに見ることができる。中世では停滞していたものの、ルネサンス期における地誌の拡大や、18世紀以降、産業革命後の自然科学の発達と観測機器の発達は近代地理学の成立へと導いた。
現在見ることのできる科学的な地理学の源流は19世紀初頭のドイツでおこり、アレクサンダー・フォン・フンボルトとカール・リッターにより成立した。彼らは「近代地理学の父」とされており、なかでもフンボルトが自然地理学の始祖とされるのに対し、リッターは人文地理学の創始者とされている。彼らは地誌的な記述ばかりではなく、様々な地理的な現象に内的連関を認め、地理学においてその解明の重要性を説いた。
19世紀後半には、フリードリヒ・ラッツェルが自然地理の条件に人類は強く影響を受けると唱え、のちにこれは環境決定論と呼ばれるようになる。一方、ポール・ヴィダル・ドゥ・ラ・ブラーシュは自然は人類の活動に可能性を与えているものと定義し、これは環境可能論と呼ばれるようになるなど、系統地理学が整備された。アルフレート・ヘットナーやリチャード・ハーツホーンは地域の解明を重視し、地誌学に大きな足跡を残した。またこの時期、日本など世界各国に地理学が移入された。
この時期までの地理学の中心は地誌学であったが、1950年以降、アメリカ合衆国が中心になってコンピュータや統計データなどを用いて、計量的な地理学が世界中に急速に普及した。この計量革命によって、それまでの地誌学は個性記述的・非科学的であるとして衰退していった。1970年代後半以降、北米を中心に地理学は一旦は衰退したが、地理情報システム（GIS）や地球環境に関連した応用的な研究が盛んになった。また1960年代から1970年代にかけて計量地理学への反動から、ラディカル地理学や人文主義地理学が成立した。

## 下位分野
地理学は、大きく系統地理学と地誌学に分類され、系統地理学はさらに自然地理学と人文地理学に分けられ、それぞれがまた細かく分類される。ただし、自然地理学の諸分野は地球科学の影響を受け、その中でも時に生態学や気象学、地質学などと連携されることが多い。人文地理学は歴史学・社会学・経済学などの近隣分野の影響を受け、それらの知識ならびに隣接分野の理論の十分な理解が要求される学問である。また、自然地理学・人文地理学ともに現地調査（フィールドワーク）やエクスカーション（巡検とも呼ぶ）を実施し、実地調査に基づく観察を重視する傾向があるのが特徴である。

### 系統地理学

#### 自然地理学
自然地理学に該当するもの。大気圏を扱う気候学、水圏を扱う水文学、地表圏を扱う地形学、生物圏を扱う生物地理学、土壌圏を扱う土壌地理学、そして雪氷圏を扱う雪氷地理学といった専門分野に分かれており、また第四紀学のように学際的な研究分野も多く存在する。いずれの場合も、学問上で厳格な線引きは存在せず、例えば気候地形学のような自然地理学の中でも分野のまたがった研究も往々にされている。ほとんどの場合、これらの学問成果をあげるには、現地調査（フィールドワーク）が要求される。
気候学
主に気候と人々との関係を考察する。都市気候、ヒートアイランド、エルニーニョなどもこの分野で扱う。
水文学
湖沼や川、地下水を主な研究対象とする。
地形学
あらゆる地形の成因、変遷などを考察。対象は山地、丘陵、平野など。
植生地理学
植生分布に関する地理学。フィールドワークによる場合と、花粉分析法を用い、泥層などから採取した花粉の年代測定をし、解明していく方法がある。
動物地理学
動物の生態・分布に関する地理学。生態学と密にしている場合が多い。植生地理学などと共にしばしば生物地理学と総称されることも。
土壌地理学
土壌に関する地理学。第四紀学などと連携を密にすることが多い。
第四紀学
主に第四紀の間に起きた環境の変遷、氷期/間氷期（第四紀氷河時代）の問題などを取り扱う。

#### 人文地理学
人文地理学に該当するもの。これらもほとんどの場合、学問成果をあげるには、現地調査（フィールドワーク）が要求される。いずれの場合も、学問上で完全に独立しているわけではなく、例えば都市地理学と経済地理学の複合分野を研究対象にするということも可能である。
経済地理学
経済活動の空間的異質性を説明する地理学。各種産業に注目した産業地理学（農業を扱う農業地理学、工業を扱う工業地理学、商業を扱う商業地理学などがある）、消費者行動に注目した消費地理学、産業等の立地展開に注目した経済立地論などが主要なテーマ。これらは、人文地理学の中でも議論されることが多い分野である。そのほかの分野として、近年、英米の地理学者を中心に、小売の立地的側面、金融的側面、消費者行動的側面など小売業を多面的に扱った新しい小売業の地理学や、経済活動の文化的側面に注目する傾向、そして、グローバルな経済活動がもたらすさまざまの問題を帝国主義や世界覇権とのかかわりで論ずる批判地理学が現れている。だが日本ではこの分野の研究者は少なく、発展途上の段階にある。経済地理学は地理学の専売特許ではなく、経済学においても研究されている。
社会地理学
社会階層や社会構造など社会学に関するテーマに対する地理学。具体的には、民族問題や過疎・過密、女性問題や共同体の問題などを扱う。
政治地理学
政治に関する地理学。過去には、軍事侵略や植民地に関するテーマを扱っていた。現在は、学区域の問題や国政や地方行政や国際関係と地理との関係を主流にする。最近では、地理学で政治を扱うと、学問の性質上、地方自治に焦点があてられることが多いので、この分野を敢えて行政地理学という表現をすることもあったが、近年では、国際的な政治の問題も、新しい地政学などとしてしばしば取り上げられる。
都市地理学
都市特有の現象を扱う地理学。交通網・移動、犯罪・非行や、都心・郊外に関するテーマなどを扱う。経済地理学・社会地理学と連携を密にすることが多い。また、都市計画学、都市工学、都市社会学などの分野ともしばしば連携される。
歴史地理学
地理学では、通常時間軸は現在であるが、歴史地理学は過去である。歴史的な現象・事柄の文献学的な意義のみならず、地理学的な意義を求める分野である。歴史学の一分野としても扱われるが、通常は地理学の分野である。民俗学と連携をとることもある。
文化地理学
文化や風俗を扱った地理学。宗教施設や、祭りなどを考察対象とする。民俗学・文化人類学・社会学などとの連携をとることもある。
宗教地理学
宗教に関する地理学。地理学では、多くは宗教の教義や思想的なアプローチは行わず、宗教の社会的・文化的役割とその関係を見ることがほとんどである。上記、文化地理学の一分野でもある。
人口地理学
人口現象の地理的分布や移動から地域構造を理解することを目標とする。人口分布（人口規模の空間的パターン）、人口構造の空間的パターン、人口変動の空間的パターン、人口移動などを研究対象とする。
集落地理学
人間の居住形態である集落というものに対する地理学。大きな括りをすれば、農村地理学や都市地理学もこの一分野である。
農村地理学
農村に関する地理学。集落地理学や農業地理学との連携が大きい。
交通地理学
交通に関する地理学。交通網の発達と立地展開の関係、日々の人々の移動に関する研究などを扱う。計量的に分析することが多く、鉄道網や道路網に対する知識や関心はその前提と見なされている。都市地理学や経済地理学などとの連関が多い。
医学地理学
伝染病・風土病などの疾病の地理的な分布・伝播を扱った地理学。医学の専門的な知識を求められるため、地理学の一部門でありながら、人文地理学で論じられることは稀である。
言語地理学
言語や方言に関する地理学。方言の分布などを探る。ただし、社会言語学的な性質が強く、人文地理学の一分野と見る論者は少ない。また、議論になることも稀である。
軍事地理学
軍事に関する地理学。第二次世界大戦で地理学の軍事作戦への応用が進み、確立される。
他分野においても、生物学の生物地理学やインターネット地理学など地理学という名をもつ学問がある。

### 地誌学
地誌学（地域地理学）は、ある特定された地域内における地理学的事象を自然地理・人文地理両方の見地から研究する学問である。自然地理・人文地理にかかわらず、実際に研究する際は、具体的な地域を選定しなくてはならないため、ひとつの専門分野というよりは地理学の共通基礎部分と認識されている。文学や国際関係学方面の地域研究（学）との共通点もある。

## 研究方法
地理学では地域差があるものを取り扱うため、地図が必須であるとともに、地図を用いて事象の分析や原因の考察を行うことができる。事物の分布を考察するにあたって、分布図の作成が挙げられる。分布図では、事物の位置や多寡、偏りの程度が表現されるため、分布について深く考察するうえで有効であり、このことによって地理的事象の地域性や一般性の解明につながる。分布の性質を分析してきた研究の代表例として、高橋伸夫は『地理学への招待』にてチューネンの孤立国とクリスタラーの中心地理論を提示している。

## 日本の地理教育・研究

### 高等教育
日本では主に文学部で地理学が教育・研究されている。東日本の国公立大学では理学部で教育・研究を行う大学もある。また、教育学部にも設置されている。
ただし、文学部設置の大学でも自然地理学の研究も行われているうえ、理学部設置の大学でも研究や教育が自然地理学に限定されているわけでもない。また、この他の学部でも地理学に関するコースが存在する大学もある。
地理学がカバーする範囲は極めて広く、大学において「地理学科」や「地学科」という名称でなくても改称したり分野別に再編したりして実質的に地理学教育を行っている学科・専攻は少なくない。
地理学の学際性から、大学院生や大学教員レベルになると複数の学会に所属している者が多い。近年は地理情報システム（GIS）を用いた解析や一部モデリングが盛んに行われているほか、社会的課題が複雑化する中において地域を多角的・総合的に理解する学問分野として注目されている。
日本における地理学系学会としては、1925年に日本地理学会が設立されたのを皮切りに、1948年に人文地理学会、1954年に経済地理学会が設立されるなど、多くの学会が存在する。これらの学会は、日本地理学会の「地理学評論」や人文地理学会の「人文地理」といった学術誌を定期的に発行している。

### 初等・中等教育
明治維新後、近代学制が整備される中で、地誌を中心とする地理学は国民意識を形成するために重視され、初等・中等教育の科目の1つとされた。これは第二次世界大戦後も変わらず、地理は小学校および中学校では社会科のうちの1つに位置づけられ、高等学校でも科目名に変遷はあれど1つの科目として地理は存在し続けている。
高等学校においては長らく「地理」は必修であったが、1970年告示の学習指導要領以降選択科目の1つとなり、さらに1989年告示の学習指導要領において「世界史」が必修になるとその影響で「地理」を選択する生徒が減少し、地理学へ興味・関心を持つ機会が減少していた。しかし、2018年告示の学習指導要領において、2022年4月より再び「地理」が必修化された。